# M-Files
M-Files — система для управления корпоративным контентом (Система автоматизации документооборота), позволяющая преобразовать подход к управлению, защите и обмену информацией на предприятии, благодаря организации и обработки контента на основе его содержания, а не места хранения. M-Files может быть развернут на собственном оборудовании, в «облаке» или в гибридной среде для повышения производительности и качества, а также для соблюдения норм и стандартов в регулируемых отраслях. M-Files обеспечивает полнофункциональный веб-доступ для всех видов браузеров, а также мобильный доступ для платформ iOS, Android, Windows Phone.
M-Files может быть интегрирован практически в любую бизнес-среду, работает со всеми приложения Windows, с большинством систем баз данных таких, как CRM, ERP, системы бухгалтерского учёта и многими другими. M-Files поддерживает отсканированные бумажные документы, электронные документы, электронную почту (e-mail), а также любые другие данные, определяемые пользователями системы, например, данные о клиентах, контактах, проектах и так далее. Подобная информация может существовать в M-Files в виде метаданных. Система индексирования, разработанная M-Files, позволяет помечать каждый документ, что упрощает и ускоряет поиск нужного документа.
В 2011 г. компания M-Files стала одним из 11 финалистов премии The Infosys Business of the Year Award в категории European Business Awards. Была получена премия Ruban d’Honneur.

## История компании
В начале XXI века финская софтверная компания, ставшая впоследствии M-Files Corporation, столкнулась с проблемой организации внутреннего документооборота. Ранее компания была известна под названием Motive Systems, но поменяла его на M-Files Corporation в 2011 г. У компании был опыт работы с программным обеспечением Windows: разработка популярного приложения для графического оформления планов и чертежей, известное как M-Color, для архитекторов и инженеров, использующих AutoCAD.
В 2005 г., спустя несколько лет разработок, появилась первая версия Системы автоматизации документооборота M-Files 1.0. M-Files получил положительные отзывы во многих финских ИТ журналах, которые отметили простоту использования и знакомый Windows интерфейс.
В 2006 г. На массовый рынок выходит M-Files 2.1 Данная версия содержала улучшения производительности системы, например, поддержка более 1 миллиона документов, поиск на основе содержания по лицензии от dtSearch Corp.
Между версиями 3.0 и 4.0 били разработаны и добавлены такие функции, как поддержка рабочих процессов, API и веб-интерфейс. M-Files 4.0 был доступен уже на финский язык, английский язык, французский язык, немецкий язык и китайский язык языках.
В 2008 г. состоялся релиз M-Files 5.0, особенностью которого была более тесная интеграция с Microsoft Office и AutoCAD.
В 2009 г. была представлена версия M-Files 6.0, которая включала ещё более быстрый поиск, права доступа пользователей, функции изъятия и возврата документов, контроль версий, рабочие процессы и уведомления, работа в режиме офлайн и удаленный доступ, поддержка сканеров и электронной почты, веб-интерфейс и возможности подключения ко внешним базам данных и приложениям, например, CRM, ERP или биллинговые системы.
В 2010 г. состоялся релиз M-Files 7.0 с более эффективным управлением электронной корреспонденцией при помощи Microsoft Outlook. Данная версия системы электронного документооборота обладала возможностью автоматической обработки и организации электронной корреспонденции из Microsoft Outlook, улучшенными возможностями поиска и поддержкой крупных хранилищ документов.
В 2011 г. версия M-Files 8.0 включила в себя функции определения прав доступа на базе метаданных и систему отчетности.
В 2011 г. Motive Systems официально поменяла своё название на M-Files Corporation (M-Files Inc.) для большей фокусировки на бренде M-Files.
В сентябре 2012 г. вышел релиз M-Files 9.0, в котором добавилась возможность совместного редактирования файлов через Microsoft SkyDrive, поддержка множества хранилищ документов, репликация на основе метаданных и многие другие функции.
В ноябре 2013 г. была выпущена M-Files 10.0 с новым пользовательским интерфейсом, обеспечивающим быстрый и интуитивно понятный доступ к контенту на ПК, планшетах и смартфонах.
M-Files 10.0 предоставляет расширенные возможности управления качеством и соответствием стандартам для предприятий в регулируемых отраслях, предоставляя им инструменты контроля и регулирования доступа к документам, повышающие прозрачность и контроль документооборота.

## Варианты развертывания
M-Files представляет собой систему управления корпоративным контентом, которая отвечает потребностям компаний в различных отраслях.
Система доступна в нескольких вариантах развертывания: традиционное ПО (коробочная поставка), облако или гибрид.
СЭД M-Files (ранее — M-Files Professional), и предлагает полный набор возможностей для управления контентом, включая быстрый поиск по метаданным и полнотекстовый поиск, отслеживание версий, разграничение прав доступа пользователей, автоматизация бизнес-процессов, поддержка отсканированных бумажных документов с системой оптического распознавания символов (OCR), интеграция с электронной почтой, интеграция с внешними ERP и CRM системами, веб-доступ и мобильный доступ.
M-Files Cloud Vault — облачная версия M-Files, позволяющая компаниям организовывать и управлять документами и прочей информацией с помощью Microsoft Windows Azure.
Облачная SaaS версия M-Files устраняет необходимость приобретения и настройки сервера, и предоставляет все функции коробочной версии, включая управление правами доступа пользователей с поддержкой Active Directory, автоматическое управление версиями, автоматизация настраиваемых бизнес-процессов, загрузку и выгрузку документов, интеграцию с электронной почтой и автоматическую обработку отсканированных документов.
M-Files QMS (Система менеджмента качества) решение ориентированное для двух сегментов экономики. Первый — производственные компании, требующие соответствие стандартам качества, например, ISO 9001, второй — компании, требующие соблюдения таких стандартов, как FDA 21 CFR Part 11, HIPAA и EU GMP Annex 11. Целевые отрасли M-Files QMS включают в себя:
- Фармацевтическую и медико-биологическую, в том числе производство медицинского оборудования, биотехнологии
- Нефтехимическую
- Пищевую
- Транспорт, в том числе авиационный и автомобильный и т. д.
- Горнодобывающую

M-Files поддерживает интеграцию с Salesforce CRM, Microsoft Dynamics CRM и NetSuite, что позволяет компаниям эффективно управлять и отслеживать любые документы, связанные с клиентами, а также другие сведения, связанные с информацией, управляемые при помощи CRM-систем Microsoft Dynamics или Salesforce. Кроме того, M-Files тесно взаимодействует практически с любой ERP системой, включая Microsoft Dynamics AX, Dynamics GP, Dynamics NAV и Dynamics SL. M-Files дополняет эти ERP-решения, что позволяет компаниям управлять документами и процессами, связанными с информацией в их ERP решении.
M-Files и M-Files Cloud Vault могут быть настроены таким образом, чтобы удовлетворять нормативным требованиям и соблюдать правила регуляторов в таких отраслях, как аудиторские и бухгалтерские услуги (SOX и SAS 70); архитектура, инжиниринг и строительство, юридические услуги; производство (ISO 9000/9001); медицина и здравоохранение (HIPAA); фармацевтика (FDA 21 CFR Part 11); недвижимость.
Глобальная партнёрская сеть M-Files позволяет ресселерам, системным интеграторам, консалтинговым компаниям включить M-Files в своё портфолио решений, что позволяет зарабатывать на продаже и продлении лицензий, а также на дополнительных консалтинговых услугах.

## Сообщество M-Files
Посвященный M-Files форум предоставляет поддержку для всех пользователей системы по всему миру. В сообществе есть много актуальных дискуссий относительно M-Files.

## Расширения
M-Files выпускает расширения для своего основного продукта. К ним относятся M-Files SharePoint Part, увеличивающая ценность использования Microsoft SharePoint, позволяя размещать любые типы элементов из M-Files на любой странице SharePoint или сайта.
Другим опциональным расширением является M-Files OCR. M-Files OCR добавляет возможность сканирования и оптического распознавания символов (OCR), предоставляя возможность индексирования и поиска по всему содержимому отсканированных документов, что позволяет пользоваться полнотекстовым поиском.

## Пользователи
Полный список пользователей можно найти на сайте M-Files. Данный список включает:
- AstraZeneca
- BSA LifeStructures
- InterOil
- United Nations Environment Programme